# Accoppiamento jj
L'accoppiamento jj è uno schema di accoppiamento spin-orbita valido quando si considerano atomi pesanti: in tali atomi l'interazione spin-orbita diventa tanto grande quanto l'interazione spin-spin o tra momenti angolari orbitali, ed ogni momento angolare orbitale tende ad accoppiarsi con ogni proprio spin individuale, originando un momento angolare totale dato da
{\displaystyle \mathbf {J} =\sum _{i}\mathbf {j} _{i}=\sum _{i}(\mathbf {l} _{i}+\mathbf {s} _{i})}
da cui il nome accoppiamento jj.